# Periscepsia umbrinervis
Periscepsia umbrinervis là một loài ruồi trong họ Tachinidae.